# 청송 보광사 극락전
청송 보광사 극락전(靑松 普光寺 極樂殿)은 대한민국 경상북도 청송군 청송읍, 보광사에 있는 조선시대의 건축물이다. 2014년 12월 17일 대한민국의 보물 제1840호로 지정되었다.

## 개요
청송 보광사는 신라 문무왕 8년(668) 의상대사(義湘大師)가 창건하였다고 전하지만, 정확한 근거자료는 없다. 《여지도서》에 따르면 "보광사는 관아의 남쪽 5리에 있으며 심홍부(沈弘孚)의 무덤을 수호하는 사찰"이라 하여 청송 심씨의 원당사찰 임을 밝히고 있다. 따라서, 그 이전의 기록은 알 수 없으나 15세기 심홍부의 수호사찰로 보광사가 지어진 것은 확인할 수 있으며 극락전과 만세루, 추모재가 일곽을 이루는 건물 임을 알 수 있다.
극락전은 근래에 수리공사에서 발견된 상량문에 따르면 만력(萬曆) 43년(1615)에 건립된 것으로 추정하고 있다. 극락전 기단은 경사지를 이용하여 전면은 높고 좌측면은 전면보다 약간 낮게 경사를 따라 설치하였다.
구조는 맞배지붕의 2고주 5량가구이며, 다포계 양식으로 공포구조는 내․외 2출목 5포작으로 내․외출목수가 동일하다. 이로 인해 내목도리 장여와 2출목 장여 위에 공간을 벽으로 구성하였는데, 이것은 조선 중기 다포계의 특징으로 후기로 가면 내출목이 늘어나면서 내목도리 하부의 벽이 줄어드는 경향을 보이고 있다.
공포 수법을 보면, 외부는 전후면 제공의 형태가 다르게 되었는데, 전면 제공은 쇠서형인데 비해, 배면 공포는 쇠서가 조각되지 않은 교두형이고, 그 상부는 끝이 뾰족한 삼분두형으로 화려해지는 후기 이전의 수법을 보이고 있다. 내부는 중기 이전에 나타나는 교두형으로 전후면이 구성되어 있다.
지붕은 전면 겹처마, 배면은 홑처마의 맞배지붕이다. 특징적인 것은 측면 박공부에 설치된 현어이다. 조선 중후기 앞뒤 박공만나는 부분에 지네철이나 꺽쇠로 연결하는 것이 일반적인 데 당초문현어를 목재로 사용한 것은 보기 드문 예에 속한다. 또한 통평고대와 춤보다 폭이 넓은 부연도 조선 중기의 특징을 보이고 있다.
다포계 맞배지붕형식 불전건축의 구조 양식 및 공포구성에서 기 보물로 지정 보존하고 있는 대비사 대웅전(보물 834호 ; 17세기), 대전사 보광전(보물 1570호 ; 1672), 환성사 대웅전(보물 562호 ; 1635), 대적사 극락전(보물 836호 ; 1635) 등 17세기 불전 건축에서 채택된 건축 수법과 공통점을 찾을 수 있어 보물로 지정가치를 지니고 있는 것으로 판단된다.

## 같이 보기
- 보광사

## 참고 자료
- 청송 보광사 극락전 - 국가유산청 국가유산포털
- 이 문서에는 문화재청에서 공공누리 제1유형으로 배포된 자료를 바탕으로 한 내용이 포함되어 있습니다.